# Černošín
Černošín (en allemand : Tschernoschin) est une ville du district de Tachov, dans la région de Plzeň, en République tchèque. Sa population s'élevait à 1 192 habitants en 2024.

## Géographie
Broumov se trouve à 18 km à l'est de Tachov, à 37 km à l'ouest-nord-ouest de Plzeň et à 116 km à l'ouest-sud-ouest de Prague.
La commune est limitée par Olbramov au nord, par Horní Kozolupy et Záchlumí à l'est, par Stříbro, Svojšín et Ošelín au sud, et par Bor et Planá à l'ouest.

## Histoire
La première mention écrite du village date de 1290.

## Administration
La commune se compose de neuf sections :
- Černošín
- Krásné Údolí
- Lažany
- Lhota
- Ostrovce
- Pytlov
- Třebel
- Víchov
- Záhoří

## Galerie

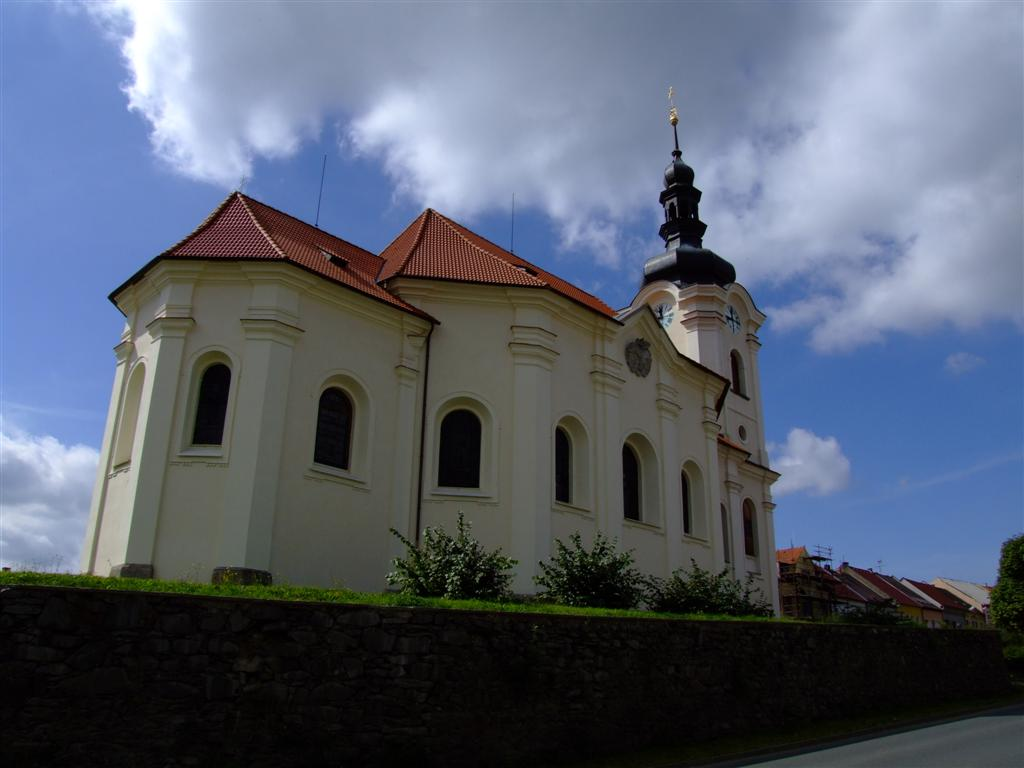
Église Saint-Georges.
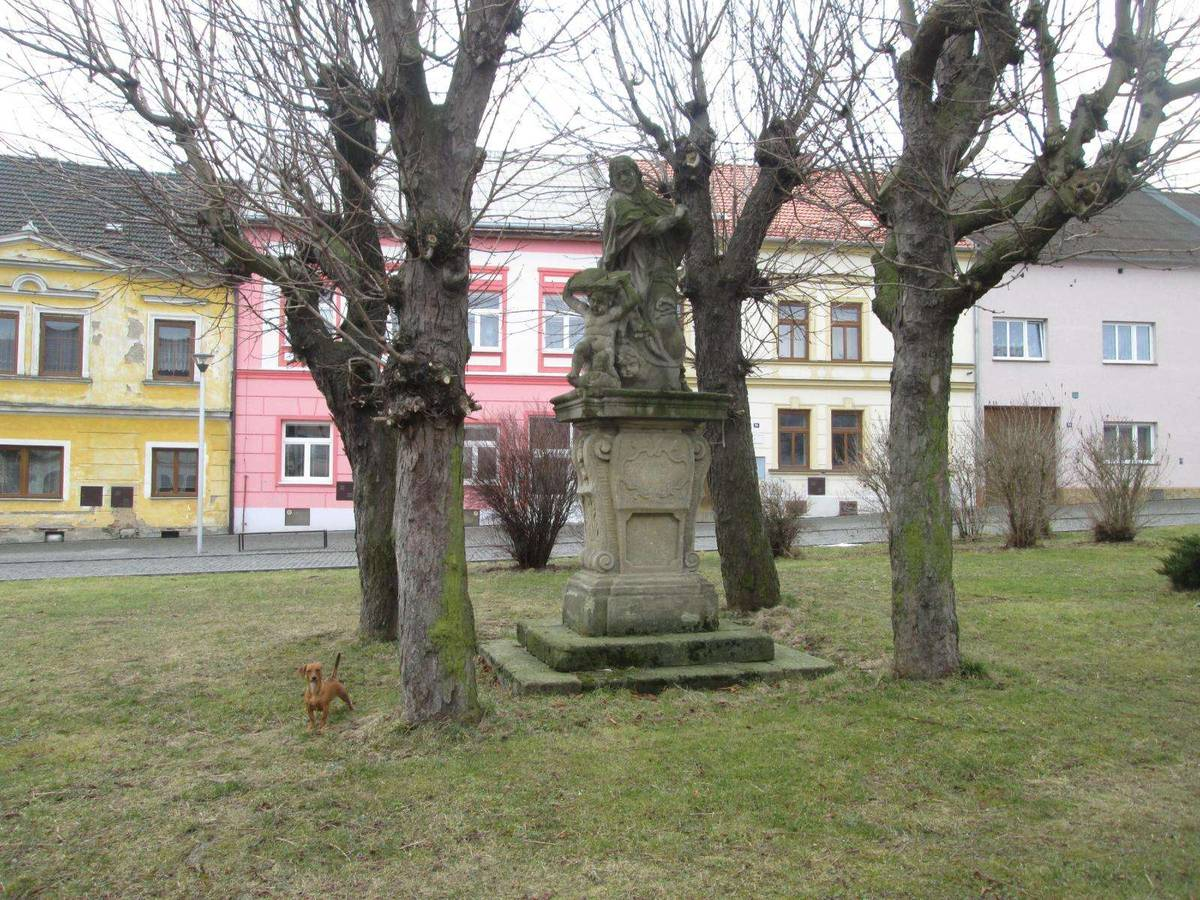
Statue de Saint-Jean Népomucène.

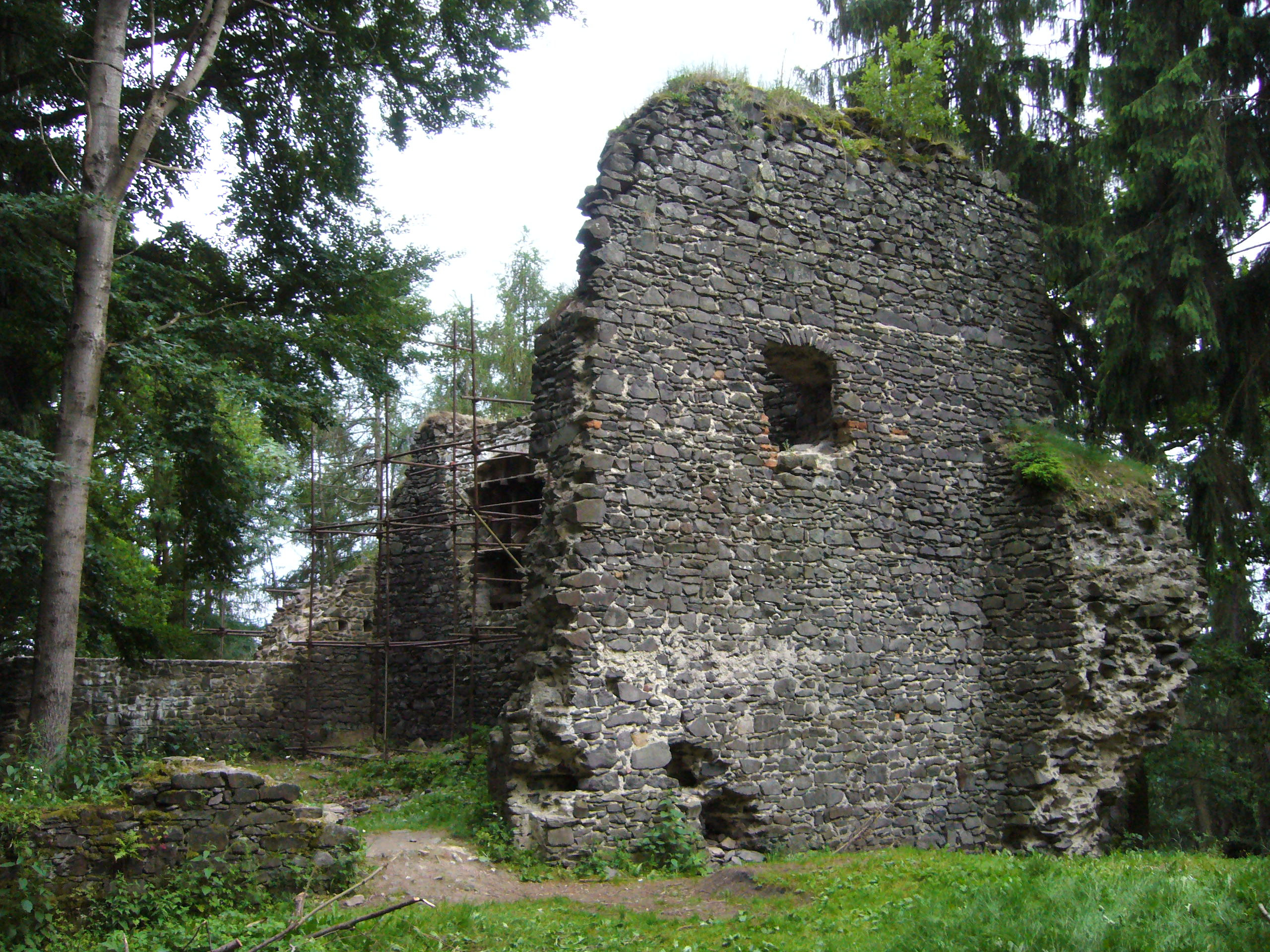
Ruines du château de Volfštejn.
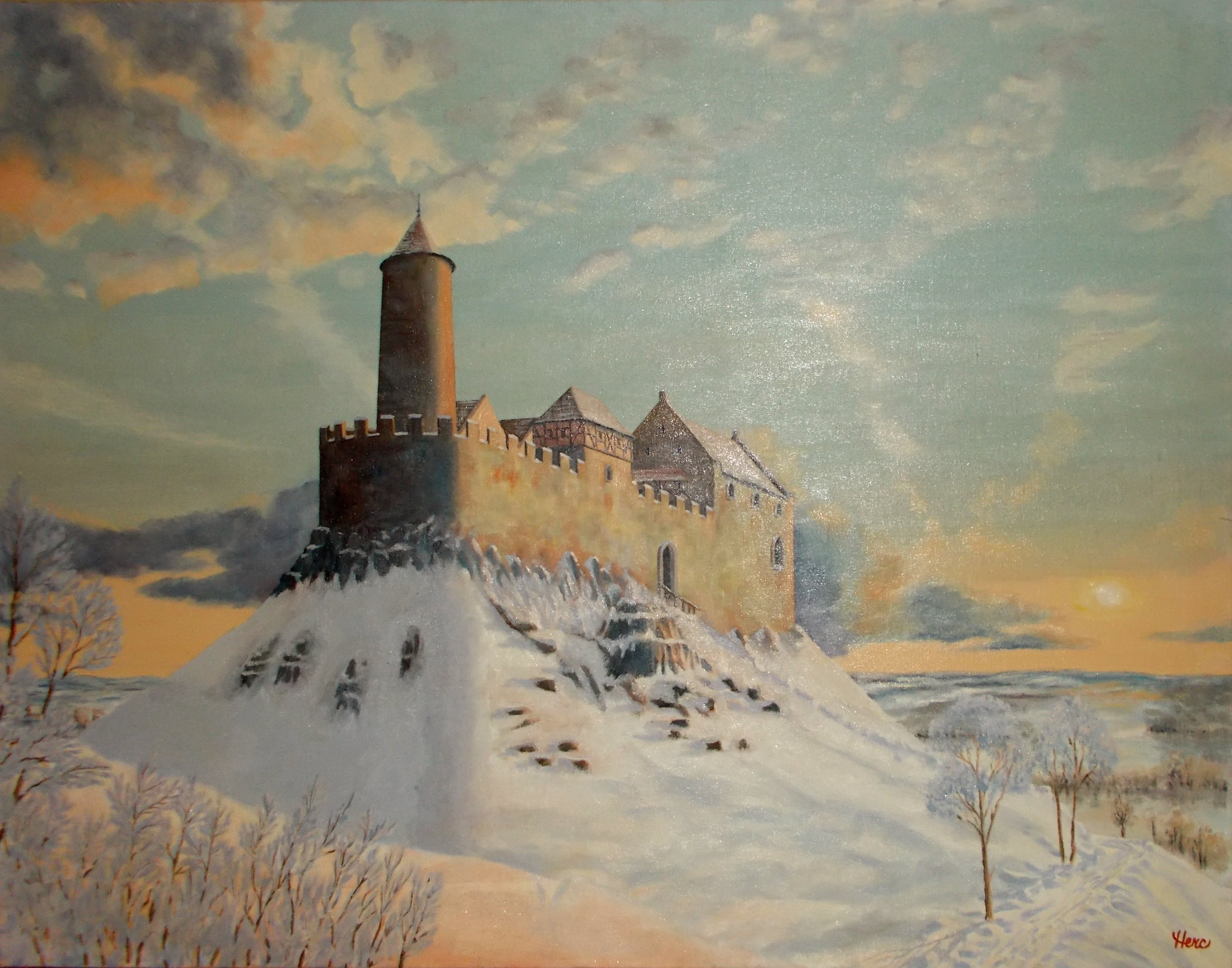
Dessin du château de Volfštejn.

## Transports
Par la route, Černošín se trouve à 12 km de Stříbro, à 25 km du centre de Tachov, à 44 km de Plzeň  et à 144 km de Prague. 

## Jumelage
- Pullenreuth (Allemagne)